# Diglett
Diglett is een grond-Pokémon voor het eerst gezien in de eerste Pokémon Regio Kanto. Hij evolueert op level 26 naar Dugtrio. Diglett zitten gedeeltelijk in de grond waardoor alleen hun hoofd zichtbaar is. Digett is grotendeel bruin van kleur. De bedenker van Diglett is Shigeki Morimoto

## Ruilkaartenspel
Diglett-kaarten hebben het type Fighting als element.